# سنای کانادا
سنای کانادا (به فرانسوی: Sénat du Canada) (به انگلیسی: Senate of Canada) بخشی از پارلمان کانادا است. مجلس عوام و پادشاه کانادا به نمایندگی فرماندار کل از طرف پادشاه چارلز سوم، بخش‌های دیگر پارلمان کانادا هستند. 
سنای کانادا از مجلس اعیان بریتانیا الگو برداری شده و از ۱۰۵ عضو تشکیل شده که توسط فرماندار کل کانادا و با توصیه‌ی نخست وزیر کانادا منصوب می‌شوند.
در سنای کانادا، کرسی‌ها بر اساس مناطق جغرافیایی تخصیص داده می‌شوند؛ به طوری که هر یک از چهار منطقه اصلی کانادا، ۲۴ نماینده دارند و بقیه کرسی‌ها نیز به مناطق کوچکتر تخصیص می‌یابند. مناطق اصلی عبارتند از انتاریو، کبک، ایالات مری تایم و ایالات غربی. کرسی‌های نیوفاندلند و لابرادور، نواحی شمال غرب، یوکان و نوناووت جدا از دسته‌بندی منطقه‌ای تخصیص داده می‌شوند. 
سناتورها می‌توانند تا سن ۷۵ سالگی مشغول به خدمت باشند.